# Beata lucida
Beata lucida là một loài nhện trong họ Salticidae.
Loài này thuộc chi Beata. Beata lucida được María Elena Galiano miêu tả năm 1992.